# Acantiza d'Iredale
L'acantiza d'Iredale(Acanthiza iredalei) és una espècie d'ocell de la família dels acantízids (Acanthizidae) que habita matolls propers a llacunes salobres i llacs de l'oest i sud d'Austràlia, en Austràlia Meridional, Austràlia Occidental i sud-oest de Victòria.